# Сакочави
Сакочави (груз. საკოჭავი) — село в Грузии, на территории Боржомского муниципалитета края (мхаре) Самцхе-Джавахети.

## География
Село находится на юге центральной части Грузии, к востоку от реки Боржомулы, на расстоянии 10 километров (по прямой) к юго-востоку от города Боржоми, административного центра муниципалитета. Абсолютная высота — 1474 метра над уровнем моря.

## Население
По результатам официальной переписи населения 2014 года, постоянное население в Сакочави отсутствовало.
| Год  | Население, человек |
| ---- | ------------------ |
| 2002 | 0                  |
| 2014 | 0                  |